# Шарлотта (великая герцогиня Люксембургская)
Шарлотта (Шарлотта Адельгонда Элиза Мария Вильгельмина; люкс. D'Charlotte Adelgonde Elisabeth Marie Wilhelmine vu Lëtzebuerg; 23 января 1896[…], Замок Берг, Люксембург — 9 июля 1985[…], замок Фишбах, Люксембург) — монарх Люксембурга с 1919 по 1964 годы с титулом великая герцогиня.

## Биография

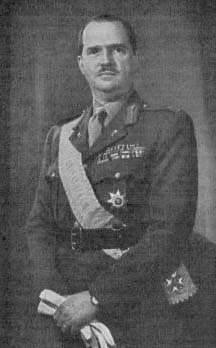
Супруг — принц-консорт Феликс Люксембургский (Феличе Бурбон-Пармский; 1893—1970).

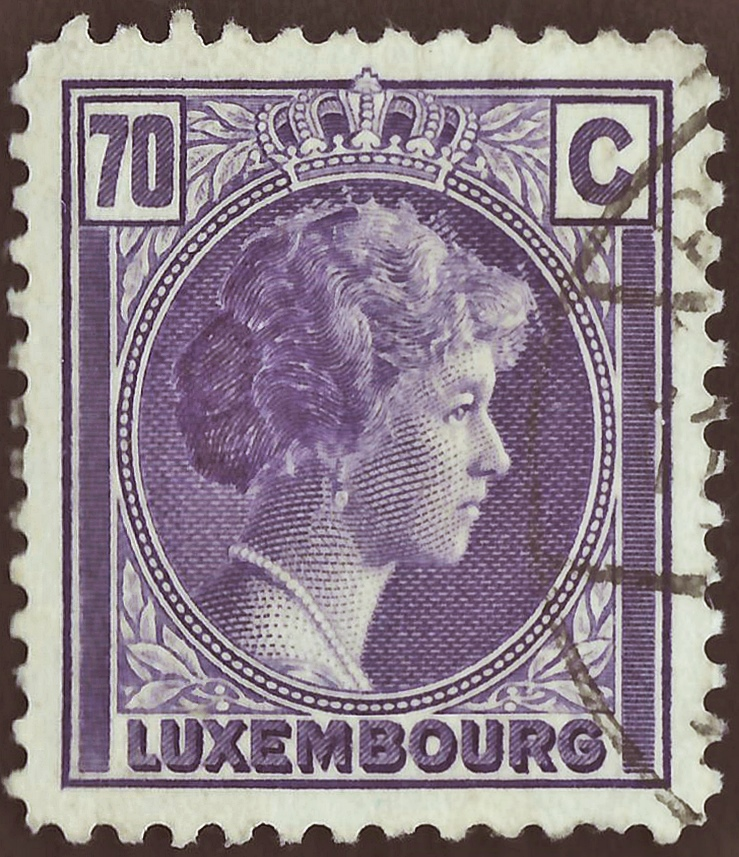
Марка с изображением герцогини Шарлотты, 1935 г.

Дочь великого герцога Люксембургского Вильгельма IV и Марии Анны Португальской.
Шарлотта встала во главе государства 15 января 1919 года после отречения старшей сестры Марии Аделаиды. Во время референдума 28 сентября 1919 года, касающегося новой конституции, 77,8 % населения Люксембурга голосовали за продолжение велико-герцогской монархии с Шарлоттой в качестве главы государства. С принятием конституции власть монарха стала чётко регламентированной. 
В 1921 году Великое герцогство Люксембург вошло в экономический союз с Королевством Бельгией, известный как Бельгийско-Люксембургский Экономический Союз (БЛЭС). Позже, в качестве валюты Союза был принят бельгийский франк, при сохранении ограниченного выпуска люксембургского франка. За экономической депрессией первых послевоенных лет последовал период процветания, но с 1929 года на Люксембург оказал воздействие мировой экономический кризис. В сталелитейной отрасли он ориентировался в первую очередь на Францию, как на поставщика железной руды, и на Германию, как на рынок для своей сталелитейной продукции.
Во время Второй мировой войны правящее семейство покинуло Люксембург незадолго до немецкой оккупации. С 1943 года, великая герцогиня Шарлотта обосновалась в Монреале, откуда продолжала руководить правительством в изгнании и вести переговоры с лидерами западных стран, и в частности, с Рузвельтом. Любимая народом, она стала символом сопротивления люксембуржцев немецкой оккупации. Вернувшись в страну в апреле 1945 года, она совершила поездку по регионам, пострадавшим за годы войны. В 1956 году Шарлотта получила от папы римского Пия XII Золотую розу — редкую и высоко ценимую католическую награду. На момент смерти великая герцогиня Шарлотта являлась последней индивидуальной обладательницей этой награды (сегодня получателями золотой розы являются только католические храмы и церковные учреждения). 
12 ноября 1964 года великая герцогиня Шарлотта отреклась в пользу старшего сына Жана.
В 1969 году Шарлотта и принц Феличе отпраздновали 50-летие совместной жизни. Принц умер год спустя. Последний раз Шарлотта появилась на публике в мае 1985 года на встрече с папой римским Иоанном Павлом II. Она умерла 9 июля 1985 года и похоронена в усыпальнице собора Нотр-Дам-де-Люксембург.
С её смертью прекратила существование Нассауская династия Люксембурга. Несмотря на это, её потомки сохранили фамилию Нассау, хотя по отцу принадлежат к дому Пармских Бурбонов.

## Семья и дети
6 ноября 1919 года Шарлотта вышла замуж за Феличе Бурбон-Пармского (1893—1970), принца Пармского, сына Роберта I Пармского. Дети:
- Жан (1921—2019), женился на Жозефине Шарлотте Бельгийской, 5 детей
- Елизавета (1922—2011), замужем за Францем фон Гогенберг, внуком трагически погибших эрцгерцога Франца Фердинанда и его супруги герцогини Софии фон Гогенберг, 2 детей
- Мария Аделаида (1924—2007), замужем за Карлом Жозефом Хенкель фон Доннерсмарк, 4 детей
- Мария Габриэлла (1925—2023), замужем за Кнудом фон Гольштейн-Ледреборг, 7 детей
- Карл (1927—1977), женат на  Джоан Дуглас Диллон, 2 детей
- Аликс (1929—2019), супруга Антуана, 13-го принца де Линь (1925—2005), 7 детей.